# Cadete

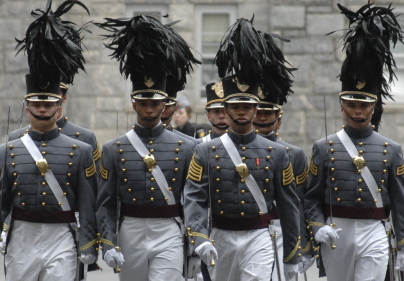
Cadetes da Academia Militar de West Point

Cadete é a designação dos militares em formação para se tornarem oficiais nas forças armadas e nas forças de segurança de vários países. O termo também é utilizado para designar certos membros de organizações paramilitares, de voluntários ou de juventude.
Historicamente "cadete era a designação tradicional dos filhos homens não primogénitos da nobreza europeia." Assim, um ramo cadete de uma família é o que não descende do primogênito. Enquanto que os filhos primogénitos herdavam quase a totalidade dos títulos e dos bens de família, tradicionalmente, os filhos cadetes seguiam o sacerdócio ou a carreira militar. Provavelmente por essa razão, em alguns países, começaram a designar-se "cadetes" os jovens nobres que estudavam numa escola militar ou tirocinavam como soldados num regimento, antes de serem admitidos como oficiais.
O objetivo declarado da Prússia no século XIX era o de garantir que todos os oficiais tivessem uma boa educação geral, seguidos de uma formação profissional voltada a música. A maioria dos jovens oficiais veio de casas de cadete, escolas militares residenciais com muitos lugares gratuitos para os filhos de oficiais do exército e servidores do Estado, que foram projetados para construir um espírito militar forte. Eles davam uma educação geral com assuntos profissionais só no último ano para cadetes selecionados.

## Brasil

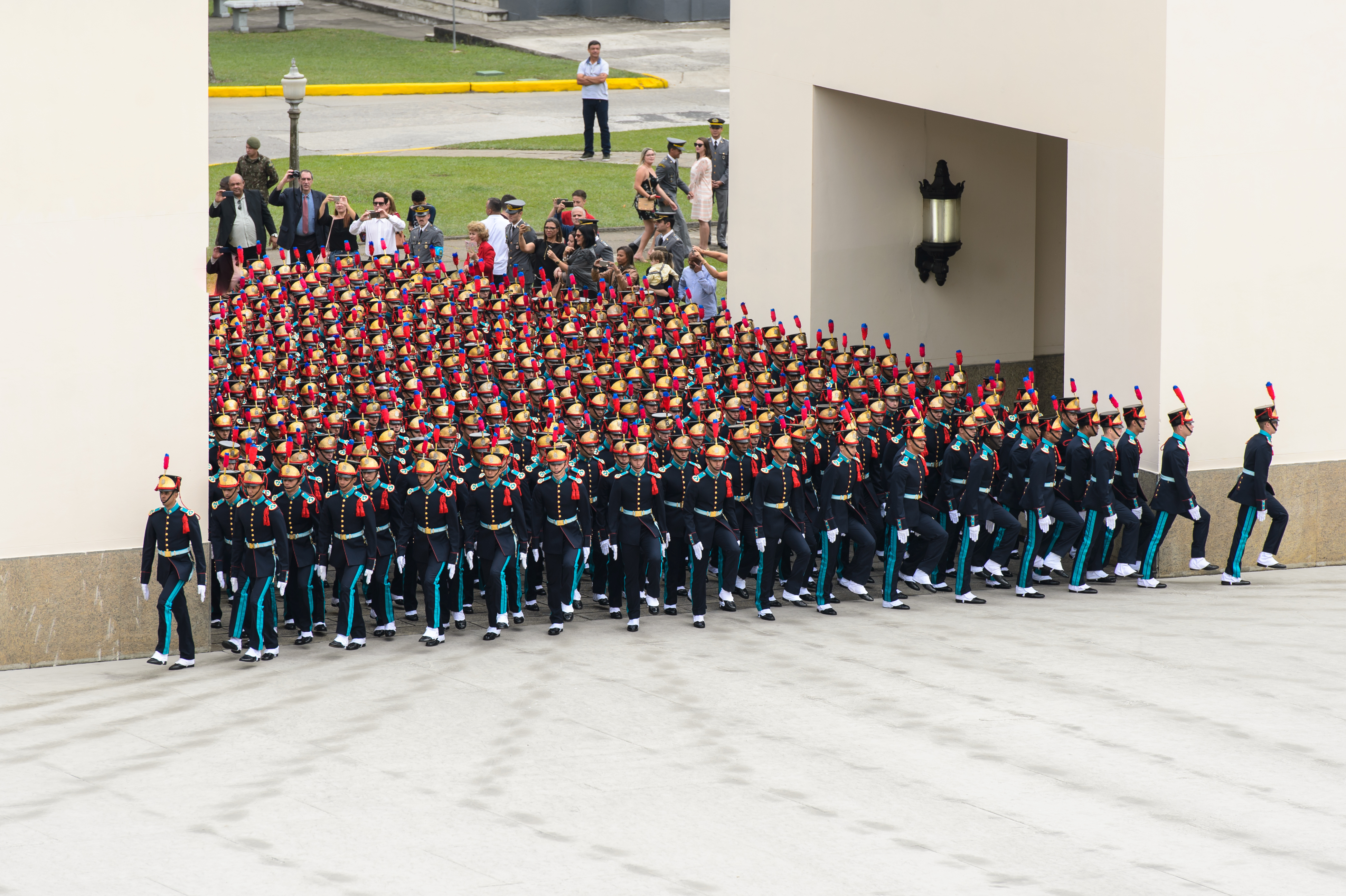
Cadetes da Academia Militar das Agulhas Negras durante a entrega do espadim

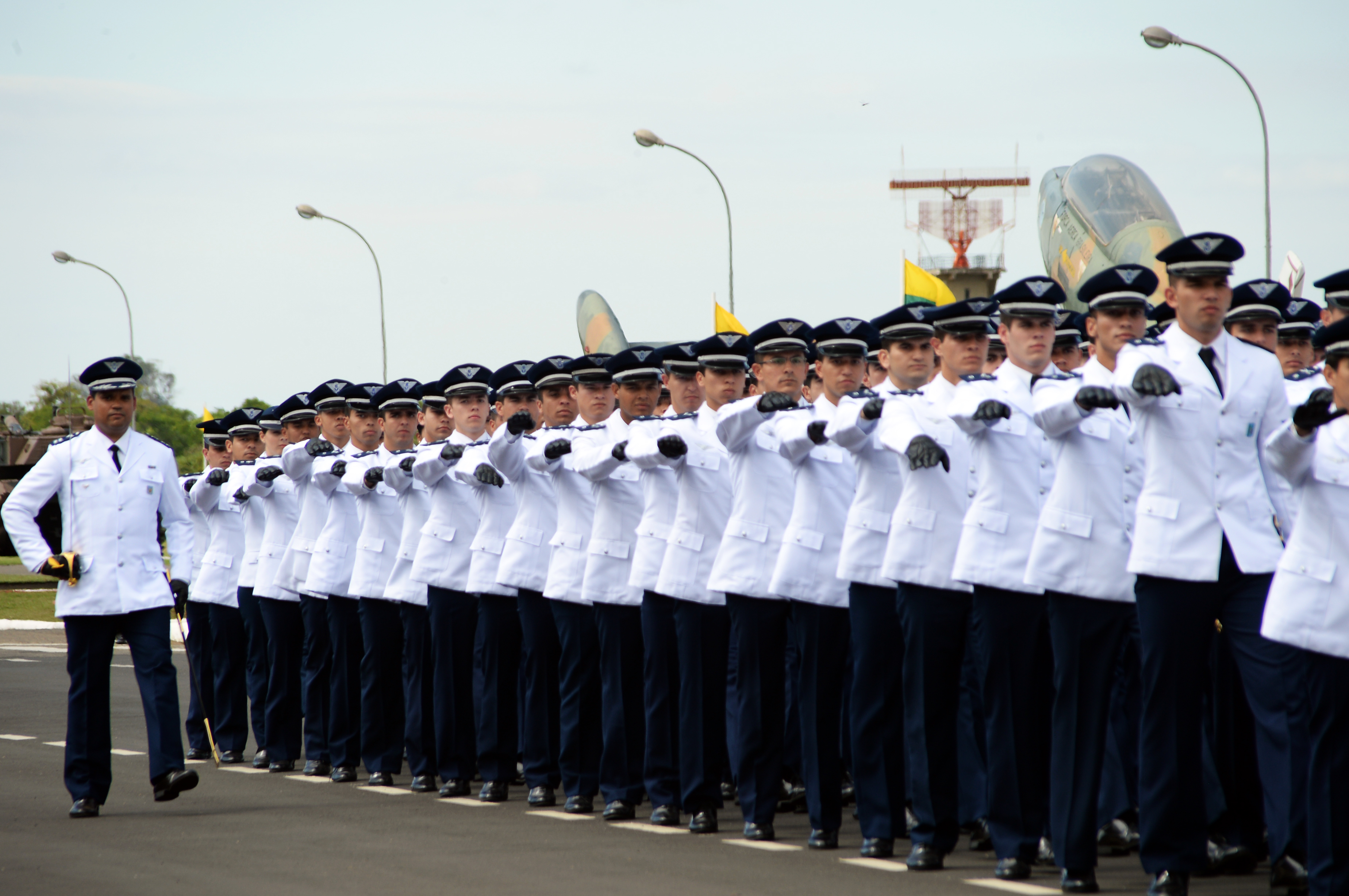
Formatura da Academia da Força Aérea (Brasil) e seus cadetes

No Brasil, havia na nascente organização militar de 1820 os "primeiro-cadetes" (filhos dos oficiais superiores) e "segundo-cadetes" (filhos dos oficiais subalternos). Somente em 1897 essas categorias foram extintas.
A palavra cadete permanece como denominação dos alunos da Academia Militar das Agulhas Negras (AMAN), da Academia da Força Aérea (AFA) e de algumas academias de Polícia e de Corpos de Bombeiros Militares estaduais. Nos demais estados e forças armadas como a Marinha do Brasil, a denominação é Aluno-oficial ou Aspirante a oficial.

### Academia Militar das Agulhas Negras
O aluno da AMAN recebe o título de cadete e tem como objetivo servir até sua formação. Ele vive em regime de internato durante quatro anos, sendo alojado, alimentado, assistido e fardado por conta do exército, além de receber proventos previstos em lei. Nesse período, o cadete realiza intensas atividades militares e de cunho civil.
Nos quatro anos de curso, o jovem que ingressa na academia passa, diariamente, por intensa atividade física e intelectual, acompanhado sempre por instrutores, monitores e professores responsáveis por ele. Isto ocorre durante todo o período desde sua passagem pelo portão dos novos cadetes, quando adentra simbolicamente pela primeira vez a academia, até sua saída pelo portão dos novos aspirantes, ao término do curso.
O cadete é portador do Espadim de Caxias, réplica miniaturizada do sabre do marechal Luís Alves de Lima e Silva (Duque de Caxias, patrono do Exército). O espadim, símbolo da honra militar, é entregue ao cadete, no primeiro ano do curso, durante uma solenidade, ocasião em que "firma compromisso com a honra militar".
Ao final do quarto ano, o espadim é devolvido em solenidade na qual o cadete é declarado aspirante a oficial e recebe a espada de oficial do Exército.

### Academia da Força Aérea
O cadete da aeronáutica é o aluno que opta pela força aérea. Após a seleção inicial, o cadete da aeronáutica, ao longo de sua preparação para o oficialato. Como praça especial, o cadete tem graduação hierárquica acima das demais praças e precedência sobre elas; como militar da ativa, tem o uniforme de uso privativo da força aérea. Esse uniforme é símbolo de autoridade militar, constituindo crime de desacato desrespeitá-lo.
O cadete em seus 4 anos de formação especializa-se em Infantaria, Intendência ou Aviação, voando as aeronaves T-25 e T-27. Nesse período são exercidas atividades em campanha, exercícios de sobrevivência na selva e no mar, exercícios de liderança e atividades físicas.

## Portugal
No Exército Português, o posto de cadete foi criado por decreto em 16 de Março de 1757, para ser atribuído aos nobres que assentavam praça num regimento, para receberem instrução sobre a arte e a disciplina militar e para se tornaram futuros oficiais, com conhecimento sobre as funções dos postos inferiores. Cada companhia dos regimentos de Infantaria, Cavalaria, Dragões e Artilharia deveria receber três Cadetes.
Mais tarde, em 1761, foi criado, na Marinha Portuguesa, o posto de guarda-marinha, com características semelhantes ao de cadete do Exército. Atualmente, em Portugal, o termo "cadete" é usado tanto no âmbito militar como no âmbito de certas organizações civis.

### Forças Armadas Portuguesas
Nas Forças Armadas Portuguesas, atualmente, os termos "cadete", "cadete aluno" ou "soldado cadete" são usados para designar militares em formação para oficial.
- Cadete:

1. Alunos dos 1º, 2º, 3º e 4º anos dos cursos da Escola Naval. No 5º ano, os alunos são promovidos e passam a designar-se "aspirante a oficial";
2. Instruendos, na fase de instrução básica, do Curso de Formação de Oficiais, para militares em regime de contrato ou de voluntariado da Marinha;

- Cadete-aluno:

1. Alunos do 1º, 2º, 3º e 4º anos dos cursos da Academia Militar e da Academia da Força Aérea. No 5º ano, os alunos são promovidos e passam a designar-se "aspirante a oficial aluno". No caso de cursos com mais de cinco anos, os alunos são promovidos e passam a designar-se "alferes aluno" e "tenente aluno", respectivamente no 6º e 7º anos;
2. Alunos dos cursos dos estabelecimentos de ensino superior politécnico do Exército e da Força Aérea;

- Soldado-Cadete:

1. Instruendos, na fase de instrução básica, do Curso de Formação de Oficiais, para militares em regime de contrato ou de voluntariado do Exército e da Força Aérea;

### Polícia de Segurança Pública
Na Polícia de Segurança Pública são designados "cadetes alunos", os alunos do 1º, 2º, 3º e 4º anos do Curso de Formação de Oficiais de Polícia do Instituto Superior de Ciências Policiais e de Segurança Interna. No 5º ano, os alunos são promovidos e passam a designar-se "aspirantes a oficiais alunos".

### Mocidade Portuguesa
Durante o regime do Estado Novo, na Mocidade Portuguesa, eram designados "cadetes" os filiados com idade superior a 17 anos. Só podiam ascender, a cadetes, os filiados que frequentassem o ensino superior. Enquanto se mantivessem matriculados num estabelecimento de ensino superior, os cadetes podiam manter-se filiados na Mocidade Portuguesa até aos 25 anos.

### Bombeiros voluntários
Nos corpos de bombeiros voluntários de Portugal, são designados "cadetes" os instruendos, com idade entre 15 a 16 anos. Os instruendos podem fazer o curso de ingresso a bombeiro voluntario com idade igual ou superior a 17 anos, são designados "Estagiários".